# Alan Parker
Sir Alan William Parker (Islington, London, 1944. február 14. – London, 2020. július 31.) többszörös BAFTA-díjas angol filmrendező, producer, forgatókönyvíró.

## Életpályája
1965–1967 között reklámszövegíróként dolgozott. 1968–1978 között tv-reklámrendező volt. 1982–1986 között a Brit Rendezők Szövetségének elnöke volt. 1998–1999 között a Brit Filmintézet elnökeként tevékenykedett. 1999-től a Filmtanács elnöke volt.

### Munkássága
Szövegíróként kezdte pályáját egy londoni reklámcégnél, ám később kipróbálhatta rendezői tehetségét is. Mindkét téren sikeressé vált. Később mint rendező együtt dolgozott David Puttnammel (a nyolcvanas évek elején a Columbia filmstúdió vezetője), akivel közös vállalkozásba is kezdett.
Eleinte reklámfilmeket forgatott, ám 1976-ban elkészült első játékfilmje is. Rendezett thrillert (Angyalszív), bohózatot (Promenád a gyönyörbe) és musicalt is (Evita), de akármilyen műfajjal is kísérletezett, következetesen megmaradt saját látásmódjához ragaszkodó filmművésznek.

## Magánélete
Szülei: William Leslie és Elsie Ellen Parker voltak. 1966–1992 között Annie Inglis volt a felesége. Négy gyermeke született: Lucy Kate, Alexander James, Jake William és Nathan Charles.

## Filmjei

### Nagyjátékfilmek
- Bugsy Malone (1976)
- Éjféli expressz (1978)
- Hírnév (1980)
- Válás előtt (1982)
- Pink Floyd: A fal (1982)
- Madárka (1984)
- Angyalszív (1987)
- Lángoló Mississippi (1988)
- Gyertek el a mennyországba! (1990)
- The Commitments (1991)
- Promenád a gyönyörbe (1994)
- Evita (1996)
- Angyalok a lépcsőn (1999)
- David Gale élete (2003)

### Rövidfilmek, videoklipek
- Footsteps (rövidfilm, 1971)
- Our Cissy (rövidfilm, 1974)
- Pink Floyd: "Hey You" (videóklip, 1982)
- Madonna: "Don't Cry for Me Argentina" (videóklip, 1996)
- Madonna: "You Must Love Me" (videóklip, 1996)

### TV-filmek
- The Evacuees (1975)
- No Hard Feelings (1976)
- Renegade MTV Special (1990)

## Könyvei
- Hares In The Gate
- Making Movies

## Díjai
- a Brit Akadémia díja (1976, 1978)
- Emmy-díj (1976)
- BAFTA-díj (1976, 1977, 1979, 1992, 2013)
- a cannes-i fesztivál nagydíja (1985), Madárka
- a londoni filmkritikusok díja (1992), The Commitments
- Ezüst Szalag-díj (1997)
- a spanyol filmkritikusok díja (2000)